# Маточкин Шар (полярная станция)
Ма́точкин Шар — бывшая полярная станция на севере Архангельской области России. Располагается на юго-востоке Северного острова архипелага Новая Земля.

## История
Полярная станция была построена в 1923 году на уже существующем ранее месте сезонного становища. Состояла из следующих строений:
- жилой дом в 15 комнат для личного состава сотрудников
- дом для радиостанции
- две радиомачты
- баня и две кладовые для провизии
- павильон для магнитной обсерватории, где установлены самопишущие приборы для записи всех трех элементов земного магнетизма
- метеорологическая станция
- легкий павильон для абсолютных магнитных наблюдений

Дома были все деревянные, бревенчатые, хорошо конопачены и для лучшего отепления обшиты снаружи толем и сверх него досками.
Вторая зимовка проходила в 1924—1925 годах. Радистом был впервые зимовавший в Арктике Э. Т. Кренкель. В зимовку 1927—1928 годов Э. Кренкель впервые начал использовать в Арктике радиосвязь в диапазоне коротких волн, что позволило устанавливать связи на более далёкие расстояния, чем ранее, причём на аппаратуре гораздо меньшей мощности. Проводил связи в эфире с радиолюбительскими станциями, используя придуманный им позывной PGO (полярная геофизическая обсерватория).